# Ферула прикаспійська
Ферула прикаспійська, ферула каспійська (Ferula caspica) — вид рослин з родини окружкових (Apiaceae), поширений у Євразії від України до Монголії.

## Опис
Багаторічна рослина, 30–60 см заввишки. Кінцеві частки листків клиноподібно-яйцеподібні, укорочені. Стебло безлисте. Прикореневі листки короткочерешкові, тричі-чотири рази перисторозсічені. Променів зонтика 3–6. Стебло циліндричне. Листки трикутно-яйцюваті в обрисі, 7–14 x 4–8 см. Плід еліпсоїдний, ≈ 4–5(9) × 3–4(7) мм

## Поширення
Поширений у Євразії від України до Монголії.
В Україні вид зростає на глинястих і сланцюватих схилах — у Степу (Луганська, Запорізька, Миколаївська та Херсонська області) та північному й східному Криму.